# Facundo Altamirano
Facundo Altamirano (ur. 21 marca 1996 w Rojas) – argentyński piłkarz występujący na pozycji bramkarza, od 2022 roku zawodnik Patronato.